# Robert Wadlow
Robert Pershing Wadlow (22 de febrer de 1918 - 15 de juliol de 1940), nascut a Alton, Illinois, va ser l'home més alt de la història mèdica. També conegut com The Alton Giant (en anglès, el gegant d'Alton) va arribar a fer 272 cm amb un pes de 220 kg poc temps abans de la seva mort. De fet, Wadlow no va parar de créixer fins a morir a l'edat adulta de 22 anys, a causa d'un tumor a la glàndula pituïtària.

## Joventut
Robert Wadlow, fill de Harold Franklin i Addie Johnson, va néixer amb un pes d'uns 3,8 kg i una alçada normal a Alton, una ciutat situada al sud-oest de l'estat d'Illinois (EUA) sent el fill més gran de cinc germans. El seu creixement fou el normal fins a l'edat de 4 anys on des de llavors la seva alçada va començar a cridar l'atenció. Amb 10 anys ja superava el seu pare.
El 1936 després de graduar-se a l'escola Alton High, es va inscriure a la universitat de Shurtleff amb la intenció d'estudiar dret. El 1937, amb 19 anys, ja havia batut el rècord de l'home més alt del món.
Wadlow no només va ser l'home més alt de la història fins al moment, sinó que a més a més també va ser l'home amb les mans més grosses. Li mesuraven poc més de 32 cm.

## Taula de creixement
| Edat (anys) | Alçada (cm) | Pes (kg)    | Notes                                                        |
| ----------- | ----------- | ----------- | ------------------------------------------------------------ |
| 4           | 160         |             | Inici del creixement ràpid.                                  |
| 5           | 163         | 48          |                                                              |
| 8           | 183         | 77          | Ja superava la mitjana d'alçada d'homes adults del seu país. |
| 9           | 189         | 82          |                                                              |
| 10          | 199         | 96          |                                                              |
| 11          | 200         | -           |                                                              |
| 12          | 210         | -           |                                                              |
| 13          | 220         | -           | Va aconseguir ser el Boy Scout més alt del món.              |
| 14          | 226         | 137         |                                                              |
| 15          | 234         | 161         |                                                              |
| 16          | 240         | 170         |                                                              |
| 17          | 248         | Prop de 180 |                                                              |
| 18          | 254         | 180         | Utilitzava sabates de 47 cm de llargada.                     |
| 19          | 259         | 218         |                                                              |
| 21          | 265         | 223         | Les seves mans van arribar a mesurar 34,4 cm.                |
| 22          | 272         | 220         | Morí sent l'home més alt de la història.                     |

## Últims dies de vida
L'alçada començà a dur-li problemes. Necessitava crosses per a caminar i havia perdut sensibilitat a les extremitats. El 27 de juny de 1940 (divuit dies abans de morir) va ser mesurat pels doctors Charles i Cyril MacBryde de la Universitat Washington de Saint Louis, que certificaren una talla de 272 cm.
El seu enterrament va reunir a unes 40.000 persones.